# گروه پستی
گروه پستی (انگلیسی: Posti Group) شرکت دولتی پست فنلاندی است، که در سال ۱۶۳۸ تأسیس شد.